# Grupo Pompidou
El Grupo de Cooperación Internacional sobre Drogas y Adicciones del Consejo de Europa, también conocido como Grupo Pompidou (en francés: Groupe Pompidou) es la plataforma de cooperación del Consejo de Europa en asuntos de política de drogas compuesto actualmente por 42 países. Se estableció como una plataforma intergubernamental ad'hoc en 1971 hasta su incorporación al Consejo de Europa en 1980. Su sede se encuentra en Estrasburgo, Francia.
España fue parte del Grupo Pompidou entre 1984 y 2011. México se asoció al Grupo Pompidou en el año 2017.